# 2789 Foshan
2789 Foshan је астероид главног астероидног појаса чија средња удаљеност од Сунца износи 2,227 астрономских јединица (АЈ).
Апсолутна магнитуда астероида је 13,6.